# Користувач (інформатика)

Робота операційної системи з користувачами

Користувач — людина, котра використовує комп'ютер або мережеву службу. Користувачі зазвичай використовують систему або програмний продукт без технічних знань, необхідних для повного розуміння його. Досвідчені користувачі використовують додаткові можливості програм, хоча вони не обов'язково повинні вміти програмувати чи адмініструвати системою. Майже завжди користувач має акаунт на який ідентифікується в системі за допомоги імені користувача (user name). Ім'я користувача являє собою псевдонім чи нік (походить від терміну, прийнятому в аматорському радіозв'язку Citizen's Band). Майже завжди користувач програмою сам задає ім'я, котре повинно буди унікальним, але інколи система сама встановить ім'я користувача.

## Кінцевий користувач
Кінцеві користувачі — це люди котрі використовують програмне забезпечення, а не підтримують його. Цей термін використовується для абстрагування та розрізняти тих, хто тільки почав використовувати програмне забезпечення від розробників системи, які створюють та підтримують програмне забезпечення для кінцевих користувачів. У користувача присутній дизайн, це також відрізняє розробника програмного забезпечення від клієнта котрий не повинен знати деталі реалізації. Абстракція особливо корисна при розробці інтерфейсу, для користувача, бо вона буде тримати в собі деталі реалізації.
Дизайні персони, створений для представлення типів та різновидностей користувачів. Реалізація користувачів буває різна, наприклад системний адміністратор, користувач протягом року, новий користувач, та інші. Поділ користувачів залежить від розробника програми, або, якщо це можливо, то від системного адміністратора. Система також може не мати кінцевих користувачів.

## Обліковий запис користувача

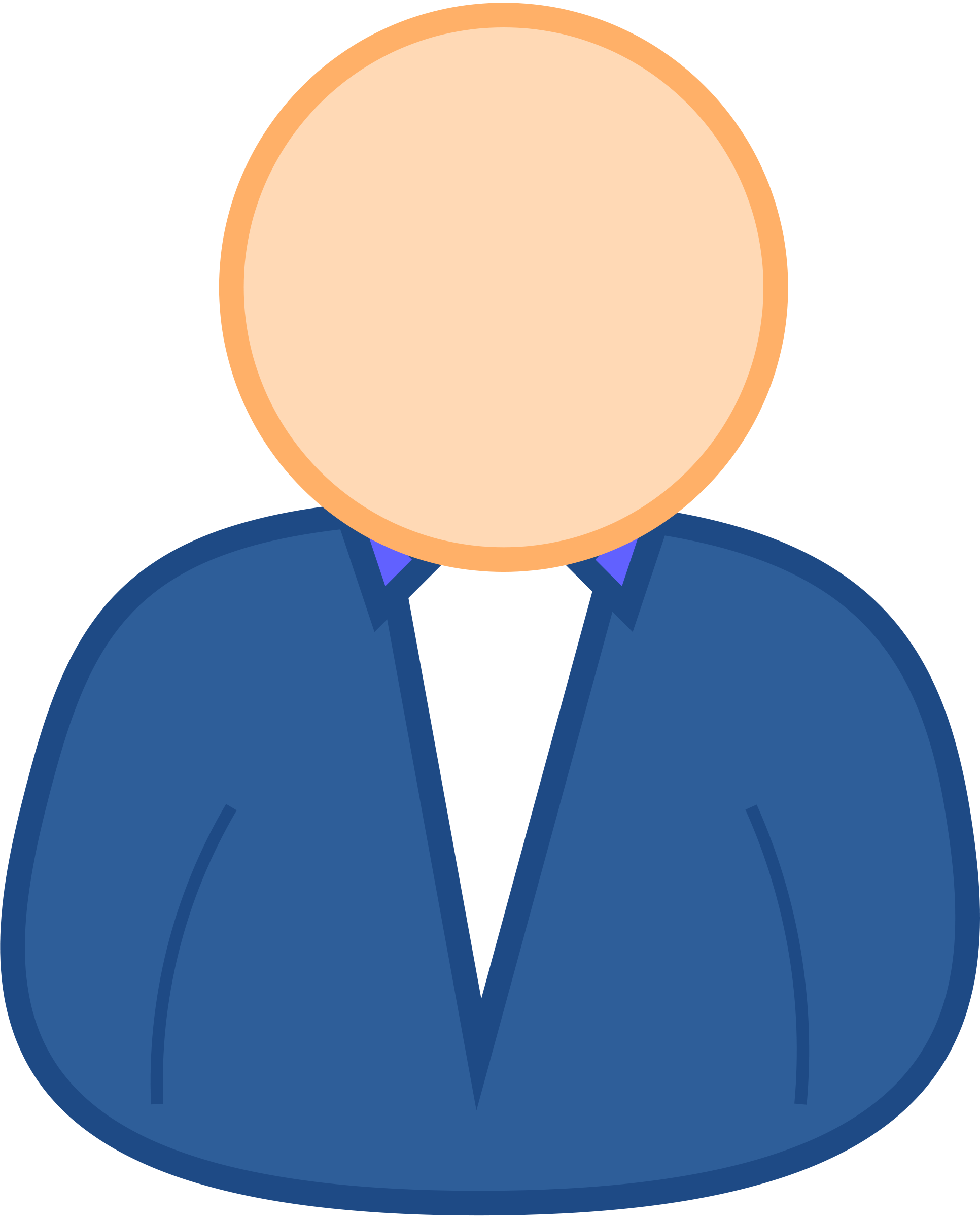
Ікона користувача.
Саме так система чи вебсайт візуально представляє користувачів

Відомості про користувача називаються профілем користувача або обліковим записом користувача. Обліковий запис дозволяє користувачеві проходити перевірку справжність в систему та отримати дозвіл та доступ до ресурсів, котрі знаходяться в системі; Однак, перевірка справжності не має на увазі авторизацію. Для того, щоб увійти в обліковий запис, користувачу як правило, потрібно аутентифікувати себе за допомогою пароля або інших облікових даних. Після того як ви увійшли, операційна система буде використовують ідентифікатор, котрий є унікальним числом, щоб відрізняти користувачів, за допомогою процесу, відомого як співвідношення ідентичності. У системах Unix, ім'я користувача корелює з ідентифікатором користувача. Комп'ютерні системи працюють в одному з двох типів:
- Система котра розрахована на одного користувача, має тільки один обліковий запис.

- Система котра розрахована на багатьох користувачів має багато облікових записів користувачів та вимагати від користувачів ідентифікувати себе перед використанням системи.

Кожний обліковий запис користувача в системі, де багато користувачів, зазвичай має домашній каталог, в якому зберігаються файли, котрі описує діяльність кожного користувача в системі, зазвичай вони захищені від доступу інших користувачів (хоча системний адміністратор може мати доступ). Облікові записи користувачів часто містять загальнодоступний профіль, який представляє основну інформацію. Системний адміністратор, сам розподіляє які файли будуть доступні для користувача, а які ні. Деякі операційні системи, наприклад MS Windows, забороняють використовувати системні каталоги для користування.

### Формат імені користувача
Різні операційні системи та застосунки мають різні правила до формату імені користувача.
Наприклад, система Microsoft Windows використовує такі правила:
- Основне ім'я користувача (англ. User Principal Name, UPN) повинно бути у форматі: UserName@orgName.com
- Формат нижнього рівня входу: DOMAIN\UserName.

## Термінологія
Деякі фахівці висловили свою неприязнь до терміну «користувач», пропонуючи його змінити. Дон Норман заявляє: 
"Одне з найстрашніших слів, котре ми використовуємо — «користувачі». Я хотів би називати їх «люди».